# دوري هونغ كونغ لكرة القدم 1938–39
دوري هونغ كونغ لكرة القدم 1938–39 هو موسم من دوري هونغ كونغ لكرة القدم ‏. فاز فيه نادي جنوب الصين.